# هان یقین
هان یقین (انگلیسی: Han Yaqin؛ زادهٔ ۱۸ اوت ۱۹۶۳) قایقران روئینگ اهل چین است.